# Port lotniczy Tukkurt
Port lotniczy Tukkurt (IATA: TGR, ICAO: DAUK) – port lotniczy położony niedaleko Tukkurt, w prowincji Warkala, w Algierii.

## Kierunki lotów i linie lotnicze
| Linia Lotnicza | Kierunek               |
| -------------- | ---------------------- |
| Air Algerie    | 1. Algier 2. Bou Saada |